# Großsteingrab Drewelow
Das Großsteingrab Drewelow war eine megalithische Grabanlage der jungsteinzeitlichen Trichterbecherkultur bei Drewelow, einem Ortsteil von Spantekow im Landkreis Vorpommern-Greifswald (Mecklenburg-Vorpommern). Es wurde vermutlich im 19. Jahrhundert zerstört.

## Lage
Der genaue Standort des Grabes ist nicht überliefert. Er wird nur recht allgemein mit „auf dem Bauerntanger des Dorfes“ angegeben. Etwa 60 Ruten (ca. 230 m) entfernt befindet sich das Großsteingrab im Spantekower Forst.

## Beschreibung
Die Anlage besaß ein ost-westlich orientiertes, trapezförmiges Hünenbett mit einer Länge von 104 Fuß (ca. 33 m) und einer Breite von 20 Fuß (ca. 6,3 m) im Osten bzw. 9 Fuß im Westen (ca. 2,8 m). Über eine Grabkammer liegen keine Informationen vor, der genaue Grabtyp lässt sich somit nicht sicher bestimmen.

## Das Grab in regionalen Sagen
Zu Beginn des 19. Jahrhunderts glaubten die Anwohner des Grabes, dass es dort spuke. Auch soll es häufiger blauweiße Irrlichter (so genanntes „Geldbrennen“) gegeben haben.